# スイートホリック
「スイートホリック」は、安倍なつみの6枚目のシングル。2006年4月12日発売。

## 収録曲
1. スイートホリック
作詞・作曲・編曲：BULGE
2. I'm in Love
作詞：榎土敦之　作曲：川口進　編曲：矢野博康
3. スイートホリック (Instrumental)
4. I'm in Love (Instrumental)

## 参加ミュージシャン
スイートホリック
- 全ての楽器&コーラス：BULGE